# Neogoniolithon mamillare
Neogoniolithon mamillare (Harvey) Setchell & L.R. Mason, 1943  é o nome botânico  de uma espécie de algas vermelhas pluricelulares do gênero Neogoniolithon, família Corallinaceae, subfamília Mastophoroideae.
- São algas marinhas encontradas na África (África do Sul, Senegal e Guiné Equatorial), América do Norte (Flórida), América do Sul (Brasil Colômbia e Chile), Japão, Antárctica, algumas ilhas do Atlântico e Índico.

## Sinonímia
- Melobesia mamillaris  Harvey, 1849
- Lithothamnion mamillare  (Harvey) Areschoug, 1852
- Goniolithon mamillare  (Harvey) Foslie, 1900